# Артемідор I
Артемідор I Анікет (Непереможний) (*Ἀρτεμίδωρος ὁ Ἀνίκητος, д/н —85/80 до н. е.) — індо-грецький цар у Гандхарі в 90 до н. е.—85 до н. е. роках.

## Життєпис
Стосовно походження Артемідора існують різні версії: за однією був сином індо-скіфського царя Маую та царівни з роду Євтидемідів; за другою — був греком з однією з династій Євкратидів або Євтидемідів, якого поставив залежним царем Маую. Втім, існують розбіжності щодо часу панування: 100—80, 90—85 та 85—80 роках до н. е. Столицею напевне було Пушкалаваті (в сучасні Пешаварській долині).
Є версія за яким, Артемідор I панував до Маую, оскільки за останніми перекладами монет звучить цар царів Маую та син Артемідора. Тобто якійсь син Артемідора I був напівсамостійним володарем за правління Маую.
Відомі срібні та бронзові монети цього царя з двомовними написами (кхароштхі та давньогрецькою). На перших зображено царя в шоломі з Артемідою на звороті або царя кіннотно з богинею Нікою на звороті. На бронзових монетах представлено Артеміду та бика або Артеміду і лева (символ буддизму). Останнє свідчить про продовження традиції підтримки буддійського вчення. Їх стиль відповідає індо-грецьким царям, а не індо-скіфським, що є одним з аргументів на користь грецького походження Артемідора I.